# Espeletiinae
Espeletiinae je podtribus glavočika, dio je tribusa Millerieae. Opisan je u Phytologia 35(1): 48. 1976.. Sastoji se od dva roda, od kojih je tipičan Espeletia sa oko 140 vrsta sa sjevera Južne Amerike (Kolumbija, Ekvador, Venezuela).

## Rodovi
1. Espeletia Mutis ex Humb. & Bonpl. (140 spp.)
2. Tamananthus V.M.Badillo (1 sp.), endem iz Venezuele